# روز پیروزی (ترکیه)

روز پیروزی (به ترکی استانبولی: Zafer Bayramı) که با نام روز نیروهای مسلح ترکیه نیز معروف است. (به ترکی استانبولی: Türk Silahlı Kuvvetleri Günü)، یک روز تعطیل عمومی در ترکیه به بزرگداشت پیروزی قاطع در نبرد دوملوپینار، در ۳۰ اوت ۱۹۲۲ است. این روز در قبرس شمالی نیز جشن گرفته می‌شود.

## زمینه
این تعطیلات پیروزی قاطع در نبرد دوملوپینار، آخرین نبرد در جنگ یونان و ترکیه، در ۳۰ اوت ۱۹۲۲ را گرامی می‌دارد. پس از نبرد، حضور یونان در آناتولی پایان یافت. روز پیروزی از سال ۱۹۲۶ به عنوان یک تعطیل رسمی جشن گرفته شده و برای اولین بار در ۳۰ اوت ۱۹۲۳ جشن گرفته شد.

## مراسم
روز پیروزی در سرتاسر ترکیه و قبرس شمالی برگزار می‌شود و جشنی برای نیروهای مسلح ترکیه است. جشن اصلی در آنیت‌کابیر در آنکارا برگزار می‌شود. مراسمی نیز در آکادمی جنگ در استانبول برگزار می‌شود، و نیز تبلیغات نظامی در این روز انجام می‌شود، در حالی که رژه‌ها در شهرهای بزرگ سراسر کشور برگزار می‌شوند و آنکارا نیز به مناسبت جشن میزبان یک رژه ملی است. ۳۰ اوت، روز مراسم فارغ‌التحصیلی مدارس نظامی در ترکیه است. ستاره‌های ترکی از دوملوپینار به صورت پخش زندهٔ تلویزیونی اجرا می‌کنند. عصر، کنسرت‌های تعطیلات در شهرهای بزرگ به منظور تکریم مردان و زنان نیروهای مسلح برگزار می‌شود. رئیس‌جمهور ترکیه با حضور به عنوان فرمانده کل قوا، میزبان مراسمی در مجتمع ریاست جمهوری است.

## نگارخانه

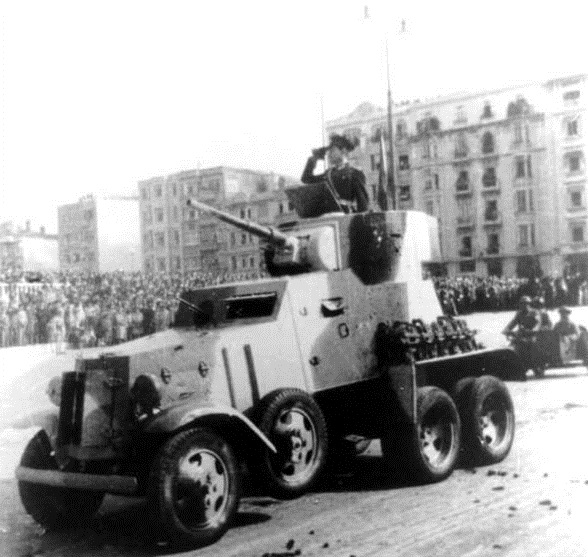
یک سرباز ترک در یک BA-3/6 هنگام رژه نظامی در آنکارا (۱۹۳۵)
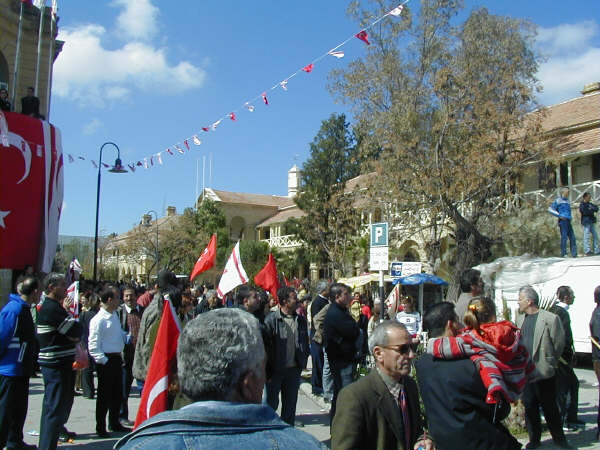
جشن‌های روز پیروزی در نیکوزیای شمالی ، قبرس شمالی (۲۰۰۶)
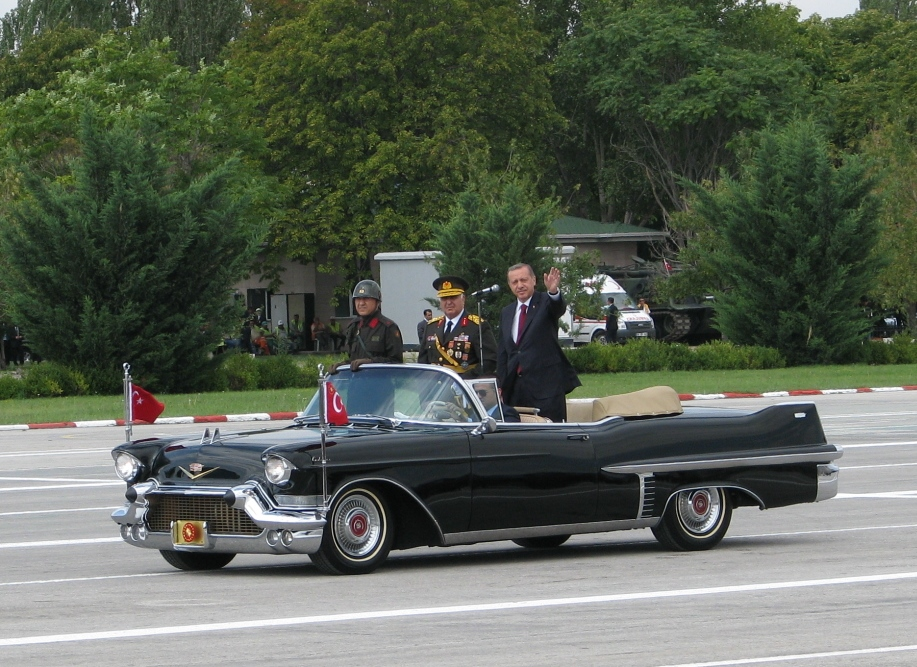
رئیس جمهور رجب طیب اردوغان در حین رژه استقبال مردم (۲۰۱۴)